# Wo die Zitronen blühen
Wo die Zitronen blühen (Dove fioriscono i limoni; titolo originale: Wo die Citronen blüh'n!), op. 364, è un valzer di Johann Strauss (figlio).
Il 1º maggio 1874 (quasi un mese dopo la prima della sua operetta Die Fledermaus) Johann Strauss lasciò Vienna per una serie di 21 concerti in tutta Italia a capo dell'orchestra tedesca Langenbach.
L'orchestra Strauss in quel periodo si trovava a Vienna sotto la direzione del fratello di Johann, Eduard Strauss, e a causa dei precedenti impegni inutilizzabile per il tour.
Al Teatro Regio di Torino, il 9 maggio, Johann Strauss diede la prima esecuzione del suo ultimo valzer (espressamente composto per l'occasione) dal titolo Bella Italia.
Ma per la sua presentazione a Vienna, il 10 giugno dello stesso anno, il valzer venne rinominato Wo die Zitronen blühen'. Il nuovo titolo di questo lavoro fu tratto dalla celebre frase dal romanzo Gli anni di apprendistato di Wilhelm Meister di Goethe; la frase in questione, Kennst du das Land, wo die Zitronen blühn? (Conosci il paese dove fioriscono i limoni?) è un chiaro riferimento alla Sicilia.

valzer 1